# Az én lányom (televíziós sorozat)
Az én lányom (eredeti címe: Kizim) 2018 és 2019 között vetített török drámasorozat, amelynek a főszereplője a Kuzey Güney – Tűz és víz, valamint a Fatmagül sztárja, Buğra Gülsoy és az Anya sztárja, Beren Gökyıldız. Törökországban 2018. szeptember 19-én mutatta be a TV8. Magyarországon 2021. január 4-én mutatta be a TV2.

## Történet
Öykü, a 8 éves kislány a nénikéjével él, ám egy napon elhagyja őt - egy levelet hagyva, miszerint az édesapja él. Az általa említett címet felkeresi Öykü, de nem arra számít, ami végül fogadja...

## Szereplők
| Szereplő neve         | Színész             | Magyar hangja          |
| --------------------- | ------------------- | ---------------------- |
| Demir Göktürk         | Buğra Gülsoy        | Szatory Dávid          |
| Candan Hoşgör Göktürk | Leyla Lydia Tuğutlu | Zsigmond Tamara        |
| Öykü Tekin Göktürk    | Beren Gökyıldız     | Csíkos Léda            |
| Uğur Adıgüzel         | Tugay Mercan        | Hamvas Dániel          |
| Sevgi Günay           | Sinem Ünsal         | Bogdányi Titanilla     |
| Cemal Eröz            | Serhat Teoman       | Horváth-Töreki Gergely |
| Müfide Adıgüzel       | Suna Selen          | Halász Aranka          |
| Zeynep Kaya           | Elif Verit          | Mezei Kitty            |
| Asu Karahan           | Selin Şekerci       | Nádasi Veronika        |

## Évados áttekintés
| Évad | Évad | Epizódok | Epizódok | Eredeti sugárzás     | Eredeti sugárzás | Eredeti sugárzás | Magyar sugárzás | Magyar sugárzás | Magyar sugárzás |
| Évad | Évad | Török    | Magyar   | Évadpremier          | Évadfinálé       | Adó              | Évadpremier     | Évadfinálé      | Adó             |
| ---- | ---- | -------- | -------- | -------------------- | ---------------- | ---------------- | --------------- | --------------- | --------------- |
|      | 1.   | 34       | 92       | 2018. szeptember 19. | 2019. május 31.  | TV8              | 2021. január 4. | 2021. május 14. | TV2             |